# Wenzel Hablik
Wenzel August Hablik, también conocido como Wenceslav Hablik y Wilhelm August Hablik (4 de agosto de 1881 - 23 de marzo de 1934), fue un pintor, artista gráfico, arquitecto, diseñador y artesano de principios del siglo XX, asociado con elexpresionismo alemán.
Entre sus obras cabe destacar Where from? Where to? (¿De dónde? ¿A donde?), Starry Sky (Cielo estrellado), Attempt (intento) y Utopian Buildings (Edificios utópicos).

## Biografía
Hablik nació en Brüx, Bohemia (ahora la ciudad de Most en la República Checa). Más tarde, recordaría que a los seis años había encontrado un cristal en el que vio "castillos y montañas mágicas" que luego aparecerían en su arte.
Se formó como maestro ebanista en Teplitz, Viena y Praga.

## Carrera profesional
Se instaló en Itzehoe, Alemania en 1907, donde se dedicó a proyectos de arquitectura y diseño de interiores. Hablik produjo diseños para muebles, textiles, tapices, joyas, cubiertos y papeles pintados. En 1917, se casó con la tejedora y diseñadora textil alemana, Elisabeth Lindemann (1879-1960); compartieron taller y estudio en Itzehoe.
Hablik era miembro del Deutscher Künstlerbund, se dio a conocer fundamentalmente por sus grabados y pinturas y sus vínculos con las principales figuras y movimientos expresionistas alemanes, incluido el Arbeitsrat für Kunst (en español: Comité de trabajadores del arte) y el movimiento Cadena de cristal. Hablik mantuvo un gran interés durante toda su vida por los cristales y las formas geológicas en general. Su arte visual se destaca por sus aspectos muy imaginativos y fantasiosos; creó representaciones de templos, ciudades voladoras y abismos de cristal.
En 1909, Hablik publicó su Schaffende Kräfte (Fuerzas creativas), "una carpeta de veinte grabados que retratan un viaje a través de un universo imaginario de estructuras cristalinas" que "representa el logro más significativo de su carrera". Hablik también publicó otras carpetas de sus grabados, Das Meer (El Mar), 1918) y Cyklus Architektur - Utopie (Ciclo arquitectónico - Utopía, 1925). Algunos de los diseños de Hablik, particularmente de lámparas y pequeñas esculturas, se relacionan y expresan las formas "cristalinas utópicas" de sus grabados.
Un catálogo del propio artista enumera unas 600 obras de arte; en la actualidad se conocen unos 250 óleos de Hablik. Realizó retratos, paisajes, desnudos e imágenes que muestran influencias simbolistas. Una gira por América del Sur entre 1925 y 1926 lo inspiró a crear pinturas de cactus y flores.

Hablik murió en Itzehoe en 1934. El Museo Wenzel Hablik se estableció en la ciudad de Itzehoe en 1995. El museo contiene gran parte de su obra, así como sus colecciones de cristales y minerales, conchas marinas y caracoles.

Hablik's Paintings
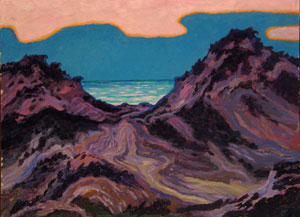
Sylt, puesta de sol, dunas, (1912)
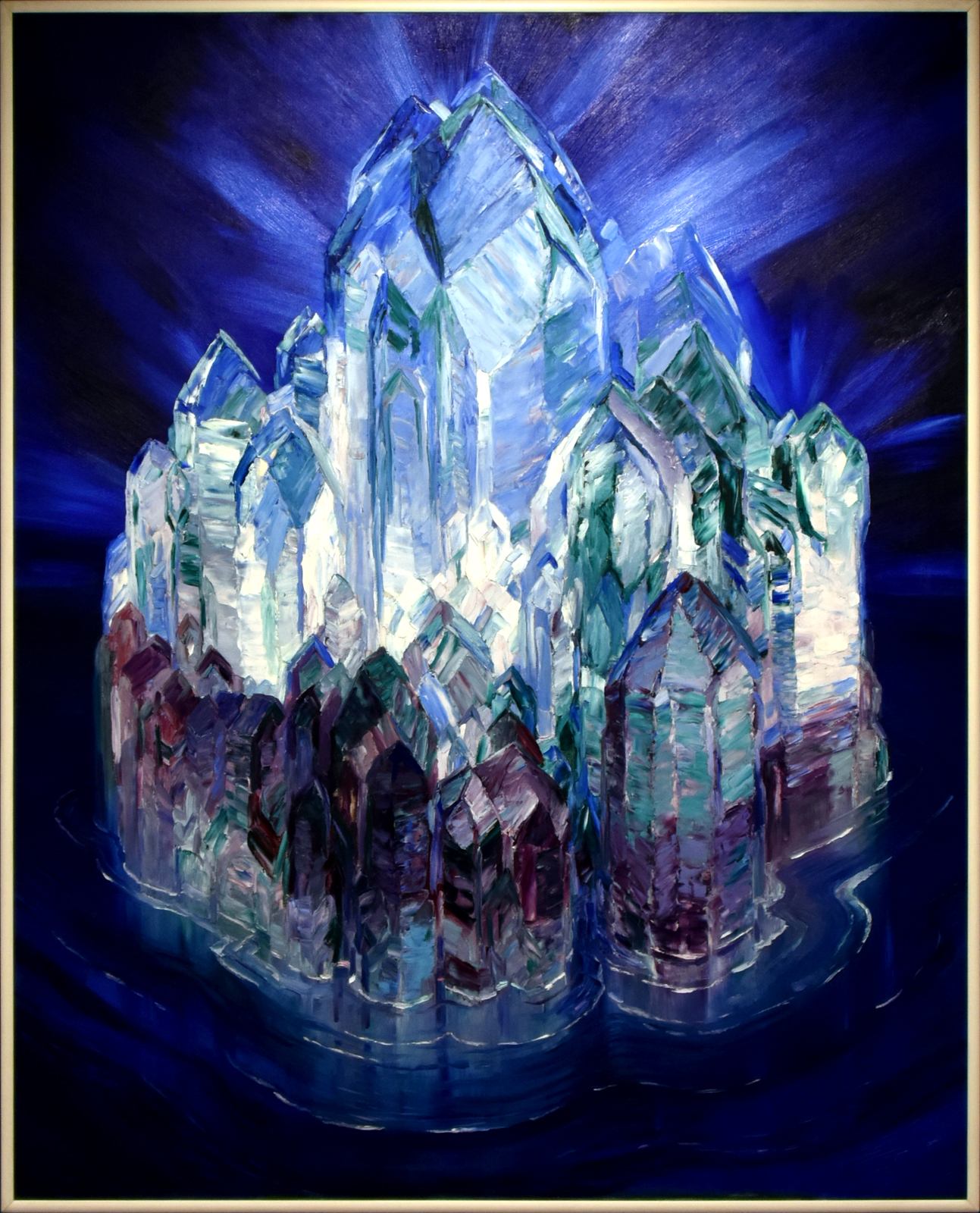
Castillo de cristal en el mar, (1914)
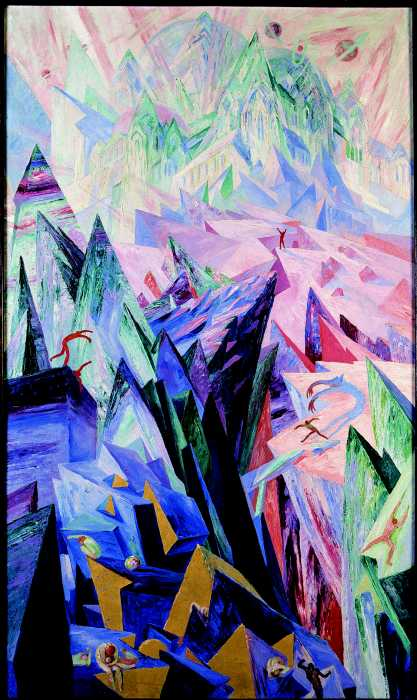
El camino del genio, (1918)
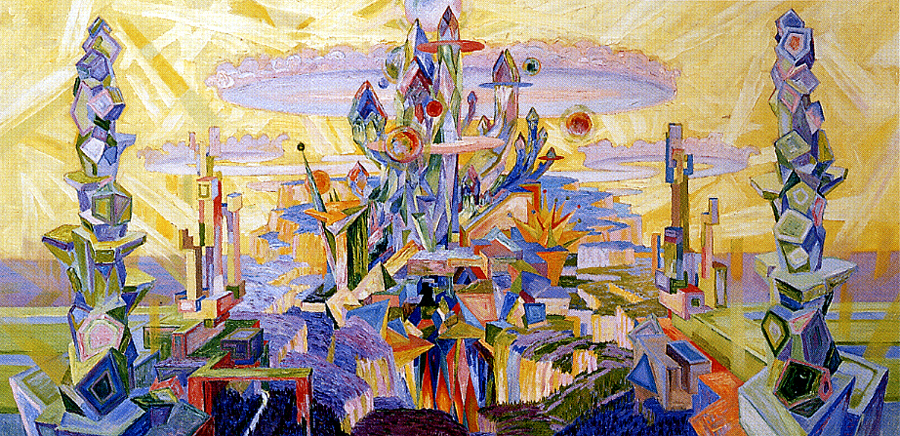
Arquitecturas utópicas del ciclo. Torres de aviones, silos, apartamentos de artistas, (1921)
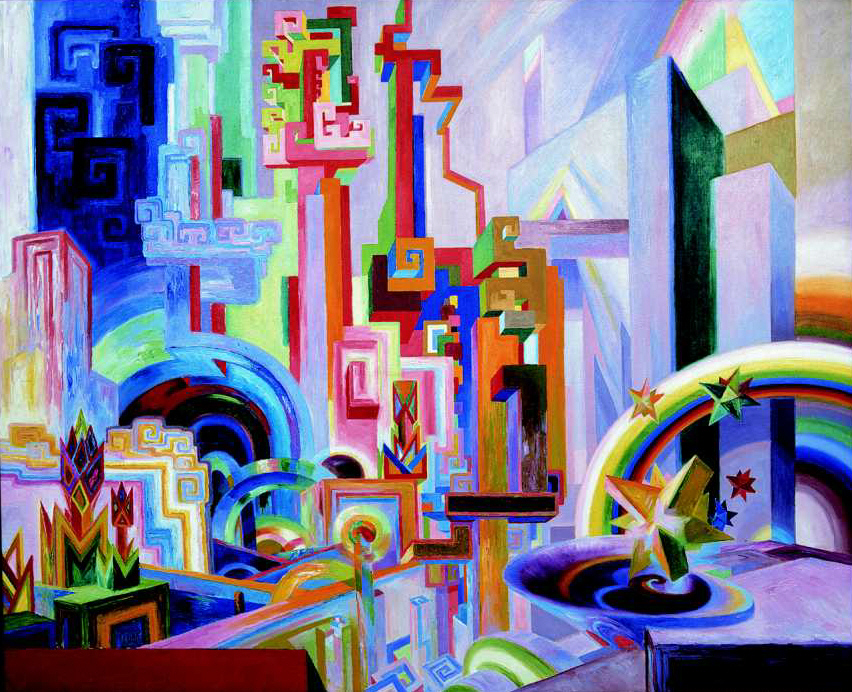
Grandes construcciones utópicas coloridas, (1922)